# Riksteatern

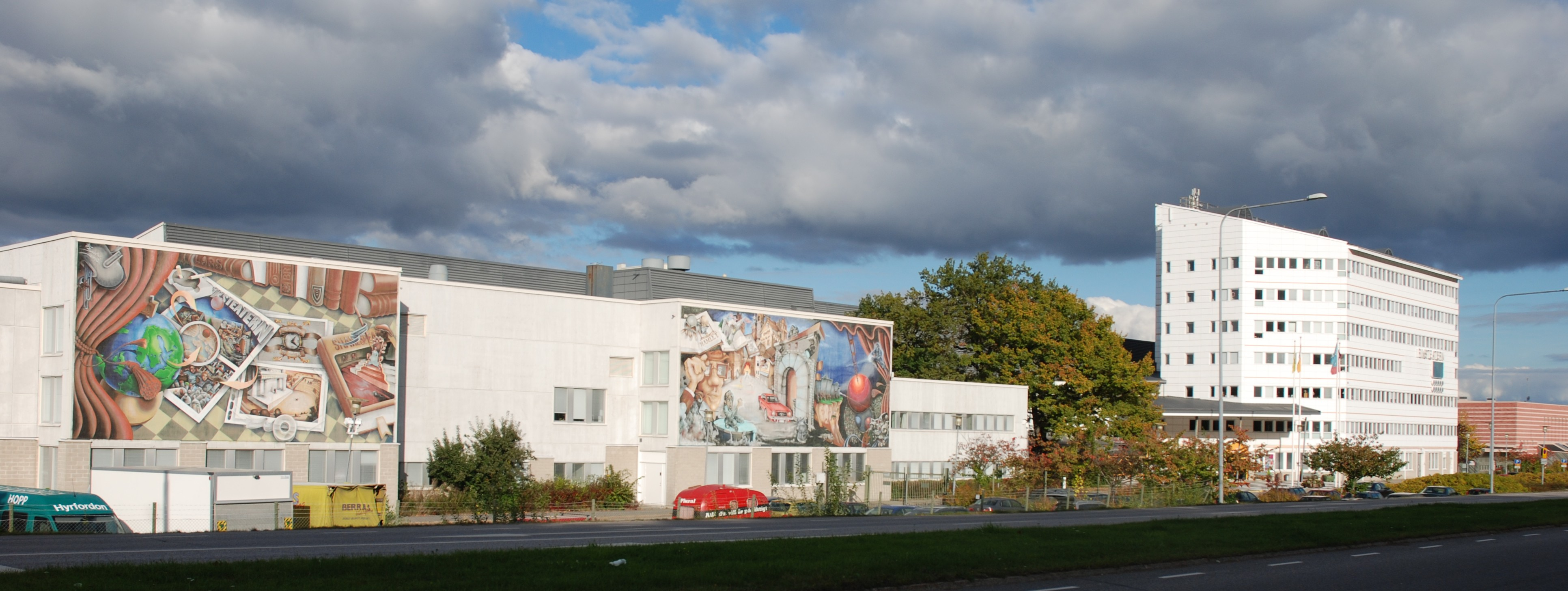
Riksteaterhuset i Hallunda i Botkyrka kommun, fasaden mot Hallundavägen med monumentalmålningar av graffitimålarna Puppet (Daniel Blomqvist) och Zender, vilket går att se i signaturen på målningen.

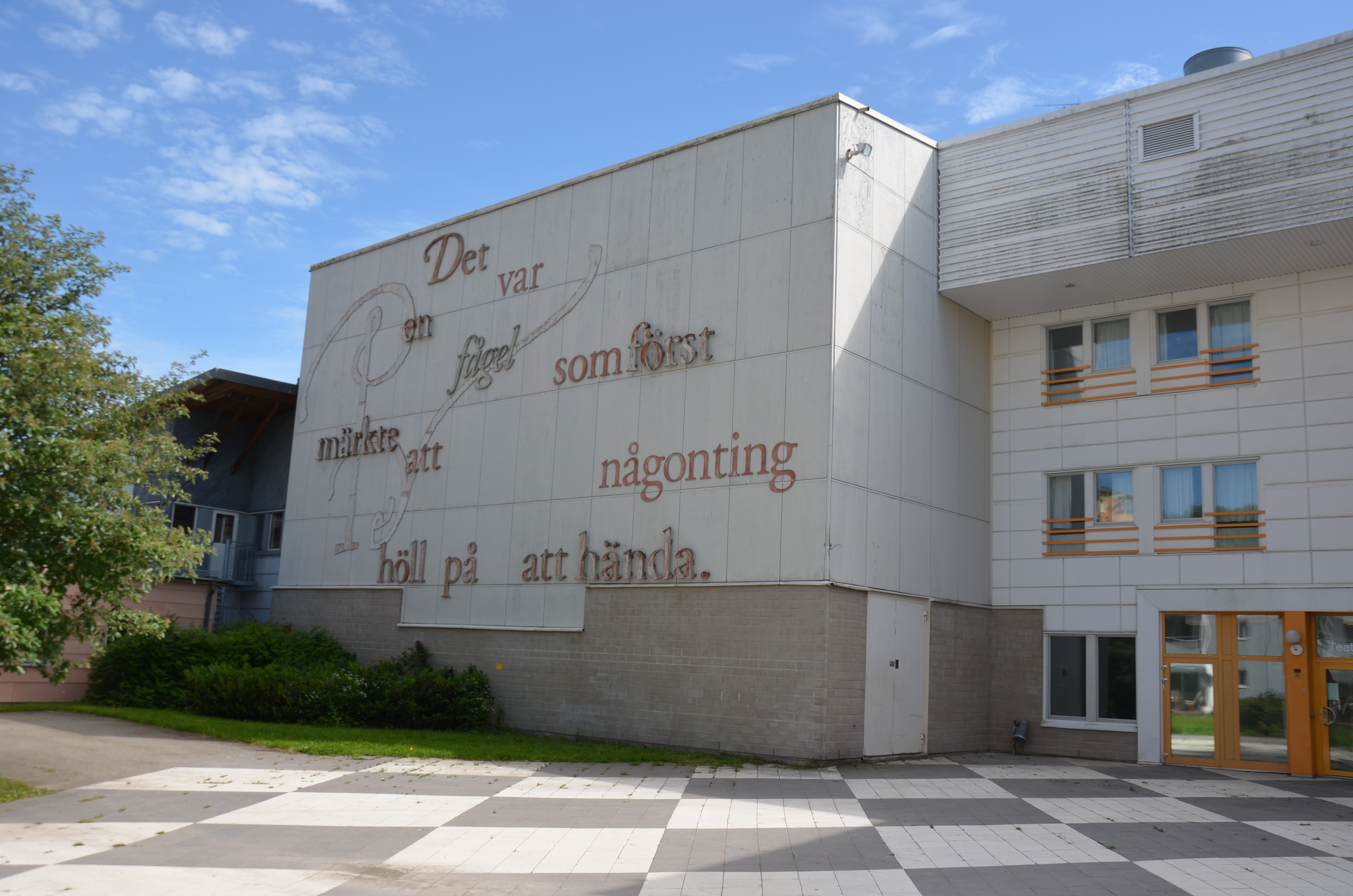
Fasadutsmyckning på Riksteaterns huvudkontor i Botkyrka av Annie Winblad Jakubowski

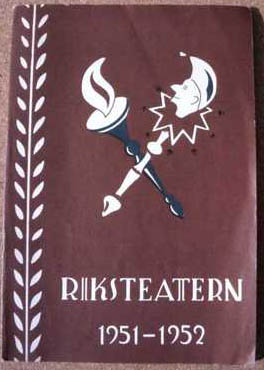
Riksteaterns programblad, tidigt 1950-tal. Bakgrundsfärgen trycktes även i blått och grönt.

Riksteatern är Sveriges nationalscen för turnerande teater och en folkrörelse bestående av över 200 lokala och regionala Riksteaterföreningar samt 38 000 medlemmar runtom i landet. Riksteatern styrs av årliga riktlinjer från regeringen samt av sin kongress som hålls vart fjärde år. VD för Riksteatern är Susanna Dahlberg, teaterchef är Dritëro Kasapi och danschef är Mia Larsson.

## Bakgrund
Riksteatern grundades 1933 på initiativ av ecklesiastikminister Arthur Engberg, med motiveringen: "Det är icke blott huvudstadens befolkning som har berättigat anspråk på att komma i åtnjutande av förstklassig teaterkonst. Nationen i övrigt kan med skäl resa liknande anspråk". Oscar Björkman och 21 andra nya medlemmar i Bollnäs bildade 1933 den första Riksteaterföreningen och därefter spred sig rörelsen över landet. Under 1940- och 1950-talen gavs ofta Riksteaterns föreställningar i folkparkerna, men flyttade efterhand alltmer in i modernare samlings- och teaterlokaler. Riksteatern spelar oftast inte i städer som har egna permanenta kommunala stadsteaterverksamheter, utan är främst avsedd för att täcka det professionella kulturbehovet på övriga orter.

## Organisation och verksamhet
Omkring 230 riksteaterföreningar i Sverige utgör grunden för Riksteatern, som arrangerar, förmedlar, producerar och utvecklar scenkonst i såväl egen regi som i samarbete med andra grupper. Dessutom finns omkring 45 övriga anslutna organisationer. Riksteatern har idag drygt 38 000 individuella medlemmar över hela Sverige och Riksteaterrörelsen medverkar till att årligen nå närmare 1 miljon människor i publik, som producent,  arrangör, eller förmedlare. Riksteaterns verksamhetsledning finns i Hallunda, Botkyrka kommun, sydväst om Stockholm. Teaterns högsta beslutande organ är Riksteaterkongressen. Riksteaterns VD är Susanna Dahlberg som tillträdde 1 oktober 2022. Ordförande, vilken är utsedd av regeringen, var under 2005 och 2006 Lena Sandlin-Hedman. Vid Riksteaterns kongress 2007 i Norrköping utsåg regeringen Christer Malm till ny ordförande. Under perioden 2011 till 2015 var Joachim Berner ordförande. I samband med kongressen i Göteborg 2015 utsåg regeringen Berit Högman till ny ordförande. Mellan 2021-2023 var Karin Thomasson ordförande. Från 2024 är Benny Marcel ordförande för Riksteatern. Från och med augusti 2025 övertar Kerstin Brunnberg ordförandeskapet för Riksteatern.
Riksteatern är till största del statligt finansierad. Det statliga anslaget uppgick 2015 till 259 miljoner kronor. Fram till 2022 räknades det statliga bidraget upp något varje år som kompensation för pris- och löneökningar var 2022 som högst; 294 miljoner kronor. Efter 2022 har regeringen skurit ner i kulturbudgeten och stadsbidraget för Riksteatern istället minskat och låg 2024 på 290 miljoner kronor. Med aviserade oförändrade statliga bidrag 2024-2027 tvingas Riksteatern nu anpassa verksamhetens omfattning för att fortsatt klara uppdragen då kostnader samtidigt kommer att öka under samma period.

## Särskilda delar och specialsatsningar
1965 blev den av Arthur Hultling 1954 grundade Pionjärteatern en enhet inom Riksteatern. På 1970-talet verkade teatern för ett försök till decentralisering och närmare förankring ute i landet genom att söka upprätta regionala ensembler i Örebro, Västerås, Växjö, Skellefteå och Blekinge. Man har också med åren knutit andra verksamheter till sig. Under 1960-, 1970- och 1980-talen var Cramérbaletten en del av teatern och 1989 flyttade Cullbergbaletten med sin verksamhet in som en del. År 1972 fördes ansvaret för Södra teatern i Stockholm över till Riksteatern, och denna har numera utvecklats till Nordens främsta gästspelsscen för utomeuropeisk scenkonst och Riksteatern har numera även vidgat sin verksamhet till att också inbegripa ett modernt mångkulturellt perspektiv med ungdomliga uttryck som till exempel streetdance och rap. Åren 1999-2007 genomfördes den utforskande specialsatsningen RiksDrama under ledning av chefsproducenten Ulrika Josephsson och dramatikern och regissören Lars Norén, som också skapade uppståndelse genom teatersamarbete med interner vid kriminalvården, vilket ledde till rymningar och de omtalade Malexandermorden 1999. Den speciella nationella dövteaterensemblen Riksteatern Crea (tidigare Tyst teater), som samordnar, utbildar och spelar för döva och hörande barn, unga och vuxna har varit en egen del inom teatern sedan 1977. Riksteatern har, framförallt genom de anknutna delarna, Riksteatern Crea och Cullberg, ett omfattande internationellt turnésamarbete och man samverkar också med flera teatrar i Finland. Riksteatern verkar även som upprätthållande av ekosystem som kommer hela branschen till del genom sina satsningar på utvecklingen av Scenkonstportalen.se, Sveriges största digitala scenkonstkatalog för arrangörer och producenter samt Scenrum.se, en publikt tillgänglig databas över alla Sveriges scenlokaler.